# Mimosopsis quitensis
Mimosopsis quitensis là một loài thực vật có hoa trong họ Đậu. Loài này được (Benth.) Britton & Rose ex Britton & Killip mô tả khoa học đầu tiên năm 1936.